# Štiavnické jazero
Štiavnické jazero (miejsc. Rozgrund) – sztuczny zbiornik wodny w Górach Szczawnickich na Słowacji, w zamknięciu doliny Vyhniańskiego Potoku, ok. 1 km na północny zachód od przełęczy Červená studňa i ok. 5 km na północny zachód od Bańskiej Szczawnicy.
Wybudowany został w latach 1743–1745 staraniem bańskoszczawnickiej Komory Górniczej według projektu wybitnego inżyniera tamtych czasów, Samuela Mikoviniego. Powierzchnia zbiornika wynosi 5,72 ha, maksymalna głębokość 22,3 m i objętość ok. 960 tys. m³. Lustro wody znajduje się na wysokości 705 m n.p.m. Aż do wybudowania w 1855 r. zapory wodnej Meurad w należącej wówczas do Francji Algierii Rozgrund, z zaporą wysoką na 30,2 m, uznawany był za najwyższe dzieło inżynierii wodnej na świecie. Ze względu na nachylenia stoków zapory: po stronie wodnej 1 : 1,5, a po stronie powietrznej od 1 : 1,25 do 1 : 1,75 do dziś uchodzi za jedno z najśmielszych.
Wodę doprowadzają do jeziora dwa kanały zbiorcze o łącznej długości 2030 m. Woda ze zbiornika napędzała stępy do rozdrabniania rudy w Vyhniach.
Od początku XX w. jezioro służy jako zbiornik wody pitnej dla Bańskiej Szczawnicy i w związku z tym nie jest wykorzystywany do celów rekreacyjnych. Woda z niego pompowana jest na przełęcz Červená studňa, skąd grawitacyjnie ścieka do położonego po drugiej stronie przełęczy, na wysokości 710 m n.p.m., małego zbiornika wodociągowego (słow. Vodárenská vodná nádrž) o pojemności 34 tys. m³. Zbiornik ten również powstał na potrzeby tutejszych zakładów górniczych, a w XVIII w. służył Bańskiej Szczawnicy jako rezerwuar wody na wypadek pożaru.